# Siphonops hardyi
Siphonops hardyi es una especie de anfibio gimnofión de la familia Caeciliidae.
Es endémica del sureste del Brasil, y se halla a una altitud de hasta 800 m s. n. m.
Habita en los alrededores de las ciudades de Río de Janeiro y Teresópolis (Estado de Río de Janeiro), y en los de la ciudad de Santa Teresa (Espírito Santo).  
Sus hábitats naturales incluyen bosques secos tropicales o subtropicales, plantaciones, jardines rurales y zonas previamente boscosas ahora muy degradadas.
Está amenazada de extinción por la pérdida de su hábitat natural.